# Império do Espírito Santo do Outeiro da Agualva
O Império do Divino Espírito Santo dos Outeiros da Agualva é um Império do Espírito Santo português que se localiza na freguesia açoriana da Agualva, concelho da Praia da Vitória, ilha Terceira, arquipélago dos Açores.
Este império do Espírito Santo é muito recente tendo sido construído em com os apoios da Câmara Municipal da Praia da Vitória, da Junta de Freguesia de Agualva, dos emigrantes, de fundos angariados pela comissão anterior, da população. Foi inaugurado em 22 de Maio de 2005.
Foi edificado de forma a deter todas as instalações modernas consideradas necessárias nos tempos actuais para a sua função. Tem uma ampla cozinha e salão de festas onde se podem realizar parte das cerimónias das festividades do Divino Espírito Santo e onde também se podem reunir mordomos e realizam os jantares dos criadores de gado oferecido para as festas.